# Operophtera nigrescens
Operophtera nigrescens là một loài bướm đêm trong họ Geometridae.